# Psalmen

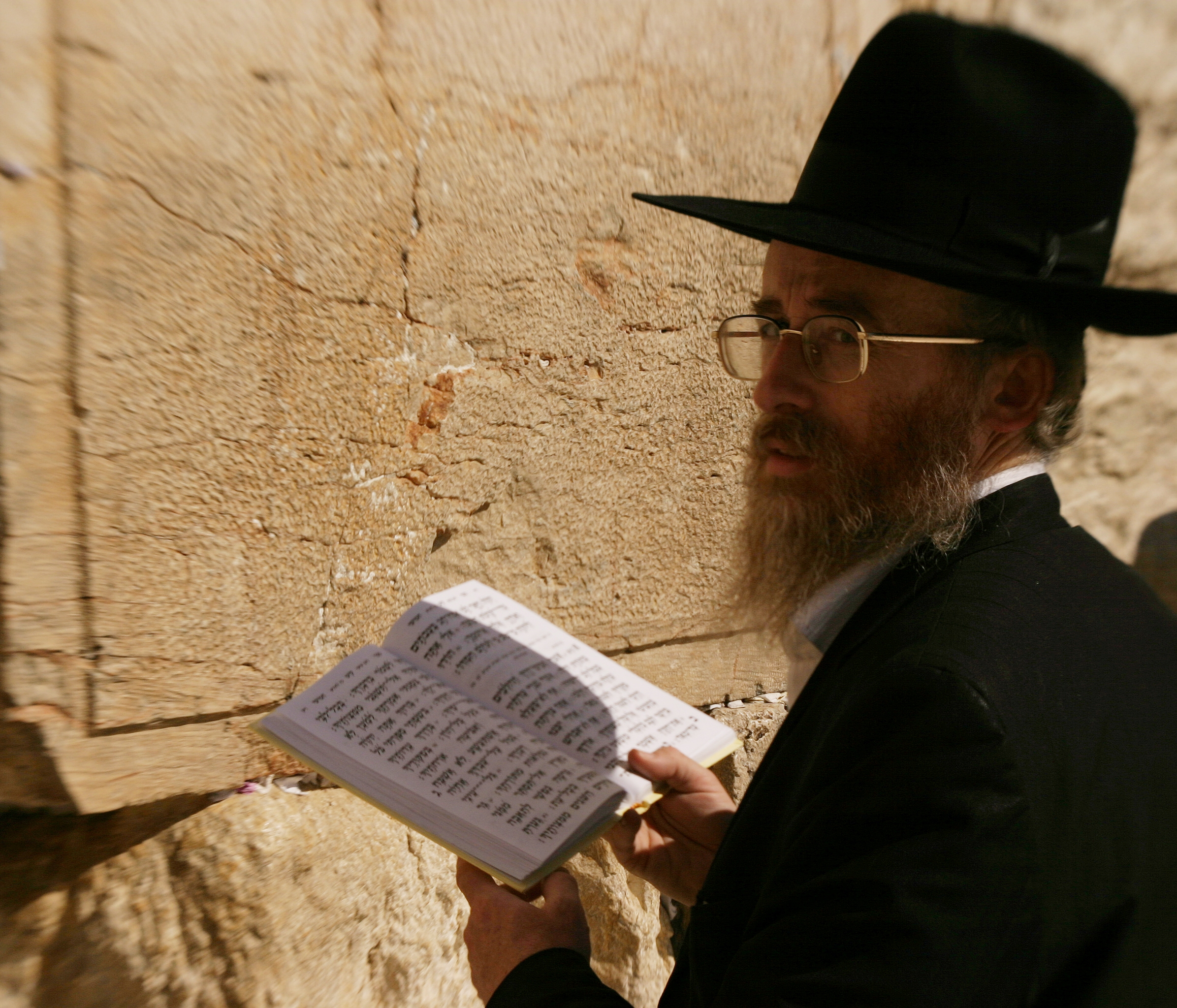
Een joodse man leest psalmen bij de Klaagmuur

Psalmen (Hebreeuws: תְּהִלִּים, Tehillim, "Lofliederen"; Oudgrieks: ψαλμός, psalmos, "tokkelen/spelen [van een snaarinstrument]", "lofzang") is een van de boeken in de Hebreeuwse Bijbel. Het bijbelboek bevat volgens de Masoretische Tekst 150 psalmen.
Het boek Psalmen is een van de Geschriften, die naast de Thora en de Profeten het derde onderdeel van de Hebreeuwse Bijbel vormt.

## Poëzie
Psalmen is Bijbelse poëzie, zoals meer dan een derde van de Hebreeuwse Bijbel poëzie is. De psalmen zijn liederen, geschreven in een dichtvorm. Het Hebreeuws had geen eindrijm, maar gebruikte andere stijlmiddelen, zoals het parallellisme.
In de meeste Bijbelvertalingen zijn de psalmen niet berijmd. Het poëtische aspect van de psalmen werd typografisch vaak maar zeer gedeeltelijk aangeduid. Pas in recente vertalingen wordt onder andere door witregels duidelijk dat het in de psalmen om poëzie gaat.

## Dateren en auteurschap
Het dateren van individuele psalmen vormt een uiterst moeilijk probleem, evenals de kwestie van hun auteurschap. Ze zijn klaarblijkelijk geschreven in een periode van een aantal eeuwen, van de vroege monarchie tot de tijd na de Babylonische ballingschap (6e eeuw v.Chr.) en weerspiegelen de verschillende stadia van Israëls geschiedenis en geloof. Ze vormden een integraal onderdeel van de rituele activiteiten die de Israëlitische gemeenschap ontwikkelde om belangrijke publieke en persoonlijke situaties te markeren. Hoewel veel van de psalmen hun setting vonden in het rituele leven van de Tempel van Salomo vóór de Babylonische ballingschap werd een bepaalde verzameling van psalmenboek het boek met hymnen voor de Tweede Tempel. Deze verzameling wordt (meestal) Psalter genoemd. De organisatie van de aanbidding in de tempel speelde waarschijnlijk ook een belangrijke rol in het ontstaan en de ordening van dit werk.

### Traditionele toeschrijving

#### David
Zowel in de joodse exegese als in de christelijke traditie worden veel psalmen toegeschreven aan koning David. Boven veel psalmen staat een opschrift waarin David als auteur wordt genoemd, maar deze toevoegingen zijn van latere tijd. De kerkvaders verwezen naar 'David' of naar de 'Profeet' wanneer ze het boek der psalmen bedoelen, zelfs vaak zonder verwijzing naar vers of psalmnummer, aangezien ze deze als verworven kennis beschouwden. De moderne Bijbelwetenschap gaat er in het algemeen van uit dat niet bedoeld is daarmee de historische schrijver te noemen, maar een genre: zoals de Torah van Mozes kwam en de wijsheid van Salomo, zo kwamen de Psalmen van David.
Het is maar de vraag of bijvoorbeeld ledavid wel betekent dat David de psalm heeft geschreven. Het kan ook betekenen 'opgedragen aan' of 'over'. Een deel van de psalmen, bijvoorbeeld 3–9 en 11–32, begint met de aanduiding dat ze door, voor of over koning David zijn geschreven. Deze opschriften verwijzen naar gebeurtenissen uit Davids leven uit 1 en 2 Samuel. Sommige andere psalmen (50, 73–83) worden volgens het opschrift toegeschreven aan Asaf, onder Salomo een van de koorleiders in de Joodse tempel.

#### Overige auteurs
Het boek der psalmen noemt in totaal zes namen, die men traditioneel als naam van de schrijvers heeft opgevat. De volgende namen worden genoemd:
- Koning David, 73 psalmen
- Mozes, Psalm 90
- Salomo, Psalm 72 en 127
- Asaf, 11 psalmen eventueel 5 door zijn nakomelingen
- Zonen van Korach, 11 psalmen. Eén hiervan wordt ook aan Heman toegeschreven.
- Ethan, Psalm 89

Bij 50 psalmen wordt geen schrijver genoemd.

## Handschriften en vertalingen
Psalmen is het Bijbelboek dat het best vertegenwoordigd is onder de Dode Zee-rollen, zowel rollen, bijvoorbeeld 11QPs a, als snippers en fragmenten (grot 4). In het algemeen volgen de in Qumran gevonden bundels de ons bekende inhoud tot Psalm 89 (slot derde boek). Daarna lopen de rollen uiteen wat inhoud en volgorde betreft. Er is één rol, uit Massada, die geheel overeenkomt (MasPsb) met de Masoretische Tekst. De tekst van de Psalmen in onze vertalingen volgt de Masoretische tekst, zoals die gevonden wordt in de Codex Leningradensis.

### Griekse en Latijnse vertalingen
Er is een verschil in ordening en nummering van de psalmen tussen de Masoretische Tekst in het Hebreeuws en de Septuagint in het Grieks.
- De Vulgaat houdt de Griekse indeling aan en de Rooms-Katholieke Kerk houdt hier aan vast, hoewel in moderne katholieke vertalingen vaak de Hebreeuwse nummering tussen haakjes toegevoegd wordt; in de meest recente, de Willibrordvertaling, wordt de Hebreeuwse telling aangehouden
- De protestantse kerkgenootschappen hanteren de Hebreeuwse nummering,
- de Oosters-orthodoxe kerk gebruikt de indeling op basis van de Griekse vertaling.

| Hebreeuwse nummering | Griekse nummering | opmerking                                                                     |
| -------------------- | ----------------- | ----------------------------------------------------------------------------- |
| 1 – 8                |                   |                                                                               |
| 9 – 10               | 9                 | de Hebreeuwse psalmen 9 en 10 zijn in het Grieks samengevoegd in psalm 9      |
| 11 – 113             | 10 – 112          |                                                                               |
| 114 – 115            | 113               | de Hebreeuwse psalmen 114 en 115 zijn in het Grieks samengevoegd in psalm 113 |
| 116                  | 114 – 115         | de Hebreeuwse psalm 116 is in het Grieks gesplitst in psalmen 114 en 115      |
| 117 – 146            | 116 – 145         |                                                                               |
| 147                  | 146 – 147         | De Hebreeuwse psalm 147 is in het Grieks gesplitst in psalmen 146 en 147      |
| 148 – 150            |                   |                                                                               |
|                      | 151               | de Griekse vertaling heeft een psalm 151                                      |

## Indeling
De psalmen worden in vijf boeken verdeeld, zoals ook de Thora van Mozes vijf boeken beslaat.
1. Psalm 1 en 2 zijn als opening gekozen en Psalm 146-150 zijn lofgedichten die de bundel afsluiten.
2. Het eerste boek bevat 41 psalmen, voornamelijk toegeschreven aan koning David. Uitzonderingen zijn behalve de psalmen waarmee het boek psalmen geopend wordt (1 en 2) ook 10 en 33.
3. Het tweede boek bevat 31 psalmen (42–72), waarvan er 18 aan David worden toegeschreven, en 1 aan Salomo. De overige zijn anoniem. Het boek behandelt de geschiedenis van Davids regering tot de Babylonische ballingschap in 586 v.Chr.
4. Het derde boek bevat slechts 17 psalmen (73–89) en bezingt de gebeurtenissen tijdens de val van Samaria en Jeruzalem.
5. Het vierde boek bevat eveneens 17 psalmen (90–106). De bundel behandelt de plaats van God en het opverende religieuze leven. Mozes, die destijds in de woestijn voorbede voor Israël deed, zegt in psalm 90 een soortgelijk gebed voor het volk dat in ballingschap is, hij bidt dat het eruit terugkeert.
6. Het vijfde boek bevat de overige psalmen (107–150). Van 15 hiervan wordt David als auteur beschouwd, en de 127e wordt aan Salomo toegerekend. Het dankbare volk keert al lofprijzend terug naar het land.[4][2]

Elk boek wordt met een doxologie (lofverheffing, zoals amen of halleluja) afgesloten. Psalm 150 sluit het Boek der Psalmen af met één grote lofverheffing over het hele Psalmenboek tot eer van God.
Vanouds worden de psalmen in genres onderverdeeld:
- naar gebedsvorm: lofpsalm, smeekpsalm, dankpsalm, vloekpsalm
- naar inhoud: koningspsalm, wijsheidspsalm, wetspsalm, sionspsalm, boetepsalm
- naar setting: bedevaartspsalm, processiepsalm, intochtspsalm

Een psalm kan in meer categorieën thuishoren: zo kan een lofpsalm ook een koningspsalm zijn. Een lofpsalm kan tegelijk ook nog een smeekpsalm zijn en omgekeerd.
De psalmen 6, 32, 38, 51, 102, 130, 143 worden ook wel boetepsalmen genoemd. Er werd van aangenomen dat koning David ze schreef voor zijn eigen boetedoening na zijn overspel met Batseba en moord van haar man Uria. In de middeleeuwen werden ze onderdeel van het Getijdenboek.
De psalmen 113-118 worden het Egyptische Hallel genoemd, dat bij de drie grote joodse feesten wordt gezongen. Andere Hallel-psalmen ('lofpsalmen') zijn psalm 135-136 en 145-150. Psalm 136 wordt ook wel het 'Groot Hallel' genoemd.
De psalmen 120-134 worden ook wel de bedevaartspsalmen genoemd, ze hebben alle het opschrift "een bedevaartslied", of in andere vertaling: "een pelgrimslied". De Statenvertaling laat het Hebreeuws onvertaald, en spreekt van "een lied Hammaäloth".

### Nummering van de verzen
De vers-nummering kan per vertaling afwijken. In veel vertalingen is het opschrift van de psalmen als eerste vers geteld, en in andere vertalingen niet. Het gevolg is dat de nummering van de verzen van sommige psalmen uit de pas kan lopen. De Nieuwe Bijbelvertaling bevat bij de psalmen geen voetnoten om op deze afwijkende nummering te wijzen, in andere Bijbelboeken zijn dergelijke voetnoten in de NBV wel aanwezig.

## Overige zaken over psalmen
- De kinderen van Korach, die een belangrijke rol vervulden bij de tempelzangen, waren de zangers van Psalm 42, 44, 45, 46, 47, 48, 49, 84, 85, 87 en 88.
- Psalm 14 is vrijwel gelijk aan psalm 53.
- Psalm 9 en 10 zijn in werkelijkheid één psalm. Dat blijkt uit het feit dat ze samen een acrostichon vormen.
- Psalm 18 komt overeen met 2 Samuel 22.
- Psalm 29 zou volgens sommige duiders zijn oorsprong hebben in een tekst voor de heidense god Baäl.[8]

## Psalmcitaten in het Nieuwe Testament

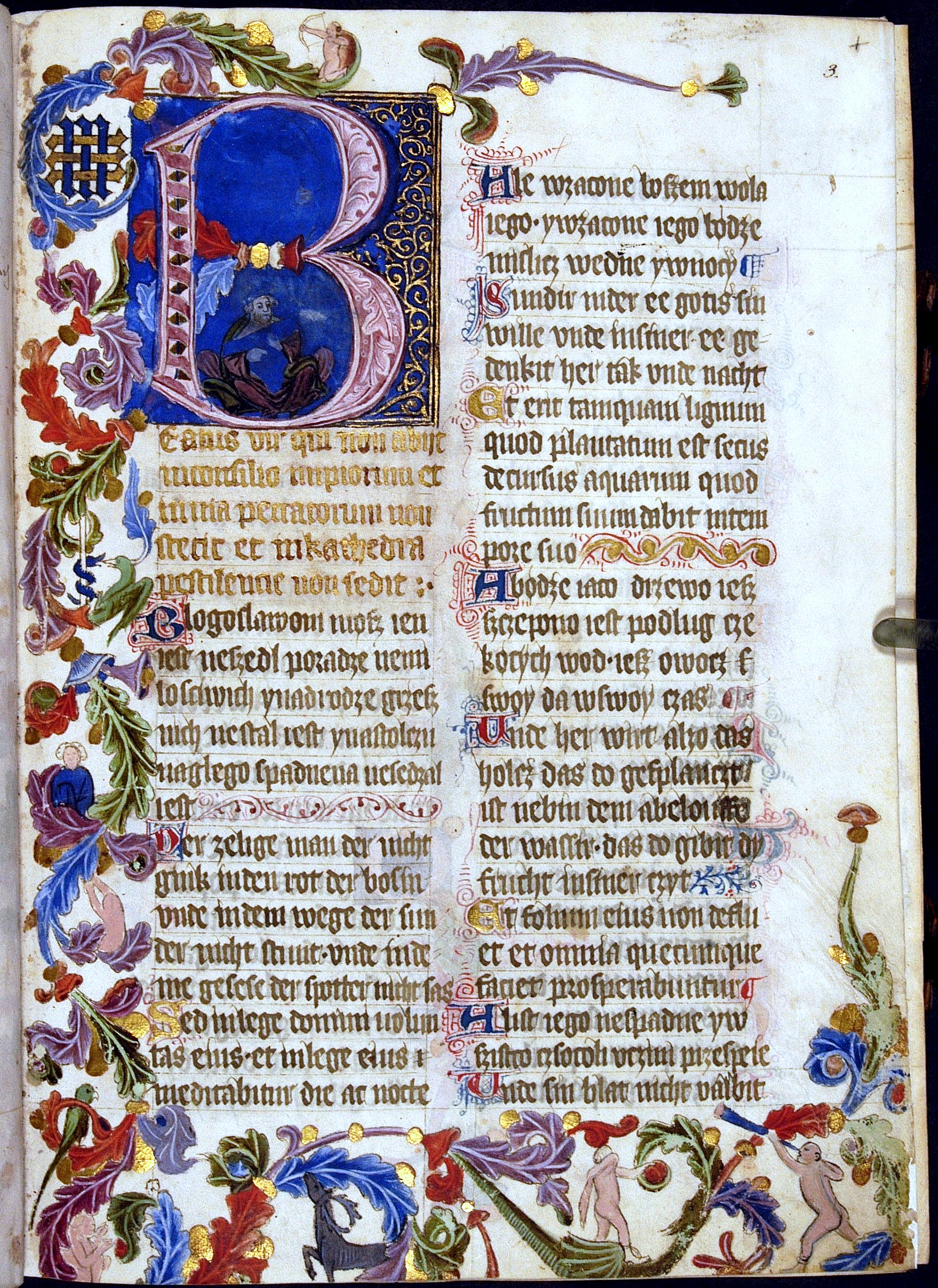
Psalm 1 in het Latijn, Pools en Duits, laat 14e eeuw

Er wordt in het Nieuwe Testament 116 maal uit het boek Psalmen geciteerd en honderden malen gealludeerd op patronen uit de psalmen. De Nieuwtestamentische auteurs hanteerden de psalmen als horizon waartegen de Christusfiguur gehouden werd. Vandaar de talloze verwijzingen naar het Oude Testament en de psalmen. Een bekend voorbeeld van de invloed van de psalmen is psalm 22 op de nieuwtestamentische kruisdood van Jezus. De beginregel van deze psalm wordt door Jezus tijdens de kruisiging geciteerd. Petrus citeert in de allereerste preek na de Hemelvaart van Jezus (Handelingen 2:14-40) drie psalmen (16, 132 en 110), en noemt David een profeet.
De Duitse verzetsstrijder Dietrich Bonhoeffer noemde het Psalmboek daarom zowel het gebedenboek van Christus, als van de gemeente van Christus.

## Zingen in de kerk
In 367 n.Chr. bepaalden de bestuurders van de katholieke kerk, dat niemand in de kerk mocht zingen, behalve geestelijken, en dan alleen in het Latijn. Toen eeuwen later de beweging van de protestanten opkwam, voerden zij het gebruik in dat de gewone mensen actief konden meedoen aan de eredienst door het zingen van de psalmen, liederen en gebeden, en wel in de landstaal. Voor katholieken werd pas door een besluit genomen op het Tweede Vaticaanse Concilie (1962-1965) in de liturgie ook de landstaal toegestaan. De psalmen worden ook nu nog gezongen in de Joodse sjoel. Ook in de Evangelische zangbundel van Opwekking staan psalmteksten, die onberijmd gezongen worden.

### Bewerkingen in het Duits en Frans
De bestaande vertalingen waren niet op rijm of in een bepaald ritme geschreven en dat was voor de kerkbezoekers moeilijk te onthouden en te zingen. Daarom maakte omstreeks 1524 de protestantse leider Maarten Luther, die in het Duitse Rijk woonde, van enkele psalmen een berijmde vertaling in het Duits. De andere grote protestante leider, Johannes Calvijn, die in Genève woonde,  streefde er als eerste naar om van alle psalmen een berijmde vertaling te laten maken in zijn landstaal, het Frans. Vanaf omstreeks 1540 zetten Clément Marot en Théodore de Bèze zich aan dit werk en schreven ook melodieën. Het werk werd in 1562 gepubliceerd en verspreidde zich snel, het kreeg als bijnaam de Geneefse psalmen. 

### Bewerkingen in het Nederlands
Dit werk werd als insipratie gebruikt door Nederlandse vertalers, onder anderen de populaire volksprediker Petrus Datheen, met behoud van de Franse muziek. In de Nederlandstalige uitgaven werden ook andere teksten toegevoegd, gezangen, gebeden en liturgische geschriften. Zowel na een officeel besluit van de kerkleiders, maar ook op eigen houtje door de boekdrukkers, bijvoorbeeld een verzameling spreuken voor zieken en stervenden om te bidden. Het kerkboek van Datheen is het oudste Nederlandse kerkboek en was tot 1773 het enige officiële kerkboek voor de protestantse kerkdienst. Anno 2010 werd de psalmberijming van 1773 nog in zo'n 30 kerkelijke gemeenten gezongen, met name in Oud-Gereformeerde Gemeenten in Zeeland.
Maar er was ook kritiek, omdat de vaak letterlijke vertalingen uit het Frans gekunsteld waren. De dichter en rederijker Willem van Haecht maakte in 1579 een eigen vertaling voor de Lutherse gemeente in Antwerpen, gevolgd door een bewerking uit 1580 van Marnix van St.-Aldegonde, de buitenburgemeester van Antwerpen die de stad verloor aan de legers van de Spaanse katholieke koning Filips II. In 1644 verscheen er in Middelburg een vertaling van Johan de Brune. Hij had het oudere Hebreeuws als basis genomen, met behoud van het Hebreeuwse metrum en probeerde ook de eerste officiële Nederlandse vertaling van de bijbel uit 1637 te volgen. De dichter Jacob Westerbaen vervaardigde een psalmberijming in 1655, getiteld Davids Psalmen in Nederduytsche rijmen gestelt.
In 1773 verschenen de berijmingen van Johannes Eusebius Voet, Hendrik Ghijsen en het genootschap Laus Deo Salus Populo, mede opgericht door Bernardus de Bosch Jeronimusz (1742-1816). De psalmberijming van 1773 werd het nieuwe officiële kerkboek dat overal moest worden ingevoerd. Dat leverde problemen op, er was niet voldoende papier, er waren te weinig drukkersgezellen en de binders konden het werk niet aan. Daarom hadden veel eerste drukken allerlei fouten.
Deze bundel bleef tot 1968 in gebruik, toen kwam een nieuwe berijming uit onder de titel Psalmen, die in 1973 samen met andere gezangen werd opgenomen in het Liedboek voor de Kerken. Dat werd aanvaard door de Doopsgezinde, Lutherse, (synodaal) Gereformeerde, Hervormde en Remonstrantse kerken. De oude berijming van 1773 wordt nog in sommige orthodoxe kringen gebruikt.
In 2014 leverde het Nederlandse project Psalmen voor Nu een vertaling op van 149 psalmen, 43 is geïntegreerd met 42, met 21e-eeuws taalgebruik op nieuwe muziek.

## Psalter
Een psalter is een apart boek met de inhoud van het bijbelboek en extra's. In de middeleeuwen was het als handschrift onder de mensen die het konden betalen vaak het favoriete boek.

## Zaboer
Het woord zaboer, dat in de Koran een aantal malen voorkomt en wel wordt vertaald als psalmen, wordt in de islam begrepen als openbaringen van God aan de profeet Dawud, David.